# 大阪くらしの今昔館
大阪くらしの今昔館（おおさかくらしのこんじゃくかん））は、大阪府大阪市北区に所在する、大阪市の都市居住に関する歴史と文化をテーマとする市立博物館。正式名称は大阪市立住まいのミュージアム（おおさかしりつすまいのミュージアム）。大阪市立住まい情報センタービル内にある。江戸時代後期から第二次世界大戦後にわたる大阪市の住居の資料や模型などを展示している。

## 設立の目的と沿革
大阪くらしの今昔館は、「住まい」をテーマとした日本初の専門博物館である。高度な学術性を踏まえ、市民の目線に立って歴史を読み解いたり、見るだけの展覧を超えた「体感する」展示を趣旨とする。「住まいと暮らし」の情報交流拠点であり、集客型ミュージアムを基本理念としている。1990年に「大阪市内の住宅に関する情報サービスや相談、さらに新しい住まいや大阪の都市居住の歴史などについても知ることができる総合的な住情報拠点」として、現在の「住まい情報センター」の構想が位置づけられた。
1999年11月に大阪市立住まい情報センターを開設し、「住む町・大阪」の歴史を広め、さらに住民がこの都市に愛着を抱きイメージを高める情報発信と交流促進を目指して活動が始まる。当館は1年半後の2001年4月26日、同施設内に大阪市の博物館相当施設として誕生以来、同センターの趣旨実践の一翼を担ってきた。愛称「大阪くらしの今昔館」は2002年4月に決定した。

## 展示内容
当館は住まいの情報センター最上部の8〜10階に入居し、来館者は動線に従い8階の入り口からエスカレーターで10階の展望フロアに至る。順路は上階から階下へ進み、9階の〈なにわ町家の歳時記〉、8階の〈モダン大阪パノラマ遊覧〉を観覧する構成である。
10階の展望フロアに着くと桂米朝の挨拶に迎えられ、吹き抜けを通して階下の江戸時代の大坂の町並みが一望できる。
9階に降りると、時代を江戸時代の天保期（1830年代）に設定して大坂の町家と町並みを実物大で復元してある。建物も家具・調度も専門家による学術的考証を受け、伝統工法を用いて造り、当時の暮らしを表している。来館者は木戸門を入って江戸末期の町に足を踏み入れると、大通りの両側に並んだ商家を出入りしながら路地の奥に設けられた裏長屋（うらながや）まで自由に散策する。展示史料は原則として自由に手にとって鑑賞することができる。
また音と光の演出により朝・昼・晩を再現してあり、観覧者は館内にいながら戸外の時間の変化を体験する。さらに来館の時期によって演出が変わり、「夏祭りの飾り」（春から夏）で天神祭のしつらいを、「商家の賑わい」（秋から冬）で商い（あきない）の店先の様子を見学するほか、江戸時代の人々がそのときどきの年中行事や季節に合わせて座敷の道具や飾りをどのように入れ替えたか、江戸のインテリアを楽しむことができる。
町家の座敷ほかは舞台に転用され、来館者は乙女文楽、狂言や座敷舞等のイベントに参加する。つまみ細工や折り紙などワークショップも随時行っている。
8階の展示空間は「モダン大阪パノラマ遊覧」と題して、近代から現代への住まいの変遷と市民生活の諸相を見せる。精巧な模型や映像、実物資料で明治、大正、昭和の暮らしをたどり、来館者は中心となる「住まいの大阪六景」コーナーに進むと、明治から戦後の大阪を代表する住宅地や戦災復興期のバスを転用した仮設住宅村、ルナパークや心斎橋筋商店街などの動く模型が現れる。この階には人形劇「住まいの劇場」を設け、大型映像と駆動式の模型の組み合わせで物語を展開する。主人公の声は八千草薫が担当した。

### 企画展示室
8階に設けた空間は、主に建築や大阪に関わる展示を定期的に催している。

## 建物
住まいのミュージアムとして。
- 鉄骨鉄筋コンクリート造（一部鉄骨造）8階〜10階[注釈 3]
- 敷地面積：2,113.56m2（大阪市部分）[注釈 4]
- 床面積：3,640.86m2[注釈 5]

## 交通
- Osaka Metro（谷町線・堺筋線）、阪急千里線「天神橋筋六丁目駅」下車。3号出口より住まい情報センターの地階へ連絡、エレベーターで8階へ直通。
- 大阪環状線「天満駅」から北へ約650m。
- タクシーは、JR大阪駅御堂筋南口から都島通経由で約2km。
- 車のアクセスは阪神高速12号守口線長柄出口から都島通経由、約500m。

## 展覧会の実績
以下の図録は当館で催した一部の展覧会の記録である（時系列順）。当館の出版物は書名の後の出版者名を省略した。
- 『上方役者絵の世界：芝居都市・大坂：特別陳列』2001年、NCID BA5628836X。
- 『町家のしつらいと飾り：近世大坂の住まい：開館記念展』2001年、NCID BA5876473X。
- 『天神祭を彩る人形たち：御迎船人形の諸相：特別展』2003年、NCID BA65499093。
- 京都市立芸術大学芸術資料館、菊池芳文、谷口香嶠、村上華岳『大阪ゆかりの日本画家：京都市立芸術大学芸術資料館コレクション』2009年、NCID BA8993705X。
- 日本伝承染織振興会、毛呂祐子『風に舞う布琉球染織の美』日本伝承染織振興会、2015年、NCID BB18770949。
- 岩間香、谷直樹、服部麻衣『淀川舟游：若冲・応挙・蕪村も愛した』摂南大学（共編）、2015年、NCID BB19187112。
- 谷直樹『大坂蔵屋敷：天下の台所はここから始まる』2017年、NCID BB23790592。
- 深田智恵子『手拭万華鏡：名もなき職人たちの手仕事：浮田光治コレクション』2017年、NCID BB26780937。
- 常翔学園『大大阪モダニズム：片岡安の仕事と都市の文化』常翔学園常翔歴史館（共編）、2018年、NCID BB26589262。
- 深田智恵子『大大阪時代に咲いたレトロモダンな着物たち：北前船船主・大家家のファッション図鑑』2019年、NCID BB29654892。
- 『上方生活文化堂：大阪の今と昔と、これからと』大阪ガス株式会社エネルギー・文化研究所（共編）、2019年、NCID BC03136302。
- 橋爪紳也、乃村工藝社『博覧会の世紀1851-1970』新潟県立歴史博物館、長崎歴史文化博物館（共編）、青幻舎、2021年、ISBN 9784861528286、NCID BC05953182。別題『A century of world expositions 1851-1970』

## 出版物
展覧会に合わせた出版物を含む。発行順。寄稿分と分別した。
- 『住まいのかたち暮らしのならい 大阪市立住まいのミュージアム図録』（2001年、平凡社、NCID BA51712680、ISBN 4582544223）。
- 『大阪市立住まいのミュージアム研究紀要・館報』2003年-（刊行中）、第1号（平13・14）-、NCID AA1195720X。
- 『京都御大工頭中井家伝来：茶室起こし絵図展』2003年。
- 『世界遺産をつくった大工棟梁：中井大和守の仕事』谷直樹、新谷昭夫（編集）、住宅総合研究財団（共同発行）、NCID BA89920512。
  - 第1巻は展覧会図録[注釈 6]として2008年に発行。谷直樹「中井大和守の建築指図：世界遺産をつくった大工棟梁」、NCID BB22243685。
  - 第2巻、2012年。谷直樹、深田智恵子「大坂の陣と大坂城・四天王寺・住吉大社の建築」、NCID BB12319918。
  - 第3巻、2015年。中井正知、谷直樹、山本紀美、戸柱美智代「天下人の城大工」NCID BB19460175。

- 藤井厚二『「聴竹居」と藤井厚二展：日本の気候風土に根ざした住宅の追求』ギャラリーエークワッド（共編）、2010年、NCID BB01696364。別題『Koji Fujii and the Chochikukyo : the quest for a home founded in the Japanese climate』。
- 『「大阪くらしの今昔館」ものがたり：開館一〇年記念誌』2011年、NCID BB08896984。

### 寄稿、監修
- 増田健一、大阪市立住まいのミュージアム『家電にみるくらしのうつりかわり：ブックレット：足立区制80周年記念企画展「タイムスリップ昭和家電」：増田健一コレクション』（2012年、足立区立郷土博物館（編・発行）、NCID BB10593103）
- 大阪市立住まいのミュージアム『再現! 道頓堀の芝居小屋：道頓堀開削399年』（2014年、関西大学大阪都市遺産研究センター（編・発行）、NCID BB15489470）
- 碓田智子、大阪市立住まいのミュージアム『民家をたのしむ!民家をつたえる!：大阪くらしの今昔館特別イベント報告書』（2018年、博物館住まい学習研究会（編・発行）、NCID BB26241808）